# Muchacha al piano
Muchacha al piano (La obertura de Tannhäuser) es una pintura al óleo sobre lienzo realizada en 1869 por el pintor Paul Cézanne. Se conserva en el Museo del Hermitage de San Petersburgo.
La pintura muestra a una joven (su hermana) sentada al piano, mientras una mujer mayor (su madre) cose a su lado. El pintor quiso rendir homenaje a Richard Wagner, a quien admiraba profundamente, citando en el título a Tannhäuser, la ópera creada por el compositor alemán representada en París por primera vez en 1861.
Se representa una escena intimista, hogareña, en la que aparecen elementos de Jas de Bouffan, la casa veraniega que el padre del pintor adquirió una década antes. De hecho, el sillón aparece en otras obras de esa época, como Retrato de Louis-Auguste Cézanne, padre del artista, leyendo 'l'Evénement.